# Эвальд и Эвальд
Эва́льд и Эва́льд (убиты в 695 году) — христианские священномученики, святые Католической церкви (день памяти — 3 октября).

## Предание
Святые Эвальд и Эвальд, англосаксонские священники, один из которых по цвету волос известен был как «белый», другой — как «черный», в 625 году явились в Вестфалию для проповеди Евангелия саксам и потерпели здесь мученическую смерть. Пипин Геристальский велел прах их похоронить в церкви Святого Куниберта в Кёльне. Они почитаются как св. патроны Вестфалии.
По иным сведениям святые Эвальд и Эвальд, братья из Нортумбрии, получившие образование в Ирландии, были компаньонами святого Виллиброрда (Willibrord). Вместе с ним они отправились во Фризию, где были умучены местными язычниками в Аплербеке, что около Дортмунда.
Беда Достопочтенный описывает эти события так. Спутники Виллиброрда священники Эвальды прибыли в некое селение и стали просить местного старосту препроводить их к князю. Но тот задержал странников на некоторое время. Проживая среди язычников, братья усердно молились, пели псалмы и причащались. Увидев это, жители поняли, что к ним явились христианские миссионеры с целью низвержения идолов и проповеди Христа. Это привело их в ярость и в припадке злобы священники были умерщвлены. Белого Эвальда усекли мечом, а над Чёрным Эвальдом долго издевались и мучили, в конце концов разорвав его тело на части. Возможно, это от того, что святой Чёрный Эвальд был более начитан и имел больший успех среди слушателей Священного писания.
Тела священномучеников, как пишет Беда Достопочтенный, были сброшены в Рейн. Промыслом Божиим их отнесло от места казни примерно на 50 километров к лагерю христианских миссионеров. Причем согласно канонам, тела переместились против течения реки. Каждую ночь на это место сходил сверху луч света, который видели даже казнившие мучеников язычники. А в ночном видении один из Эвальдов явился своему другу Тилману, показав, что тела находятся в том месте, куда сходит луч света. После этого тела были найдены и погребены с почестями, подобающими мученикам.
Когда местный князь узнал о случившемся, он приказал уничтожить селение вместе с жителями, не допустившими к нему святых странников.

## Иконография
В католической иконографии святых братьев Эвальд принято изображать священниками. Белый Эвальд с белыми волосами и мечом в руке, как символом усекновения. Чёрный Эвальд с чёрными волосами и Библией в руках. Часто он изображается также с дубиной, как символом мучений или с пальмовой ветвью, как символом духовной победы над мучителями.

## Мощи
Несмотря на то, что в кёльнском соборе Святого Куниберта выставлены два мощевика, в которых, как утверждается, хранятся мощи святых братьев Эвальд, существует и другая информация: «В 1074 году архиепископ Ханно II велел перенести их в церковь Святого Куниберта, но она так и не была достроена, и останки исчезли.»
В 1880-х годах часть мощей святых братьев Эвальд была подарена приходской церкви посёлка Лаер под Мюнстером. Это связывают с преданием, что до своей мученической смерти они проповедовали христианство в древнем Лаере.